# برانشویتسه
برانشویتسه (به لهستانی:  Brąszewice) یک منطقهٔ مسکونی در لهستان است که در گمینا برانشویتسه واقع شده‌است. برانشویتسه ۱٬۱۰۰ نفر جمعیت دارد.